# Figuig (stad)

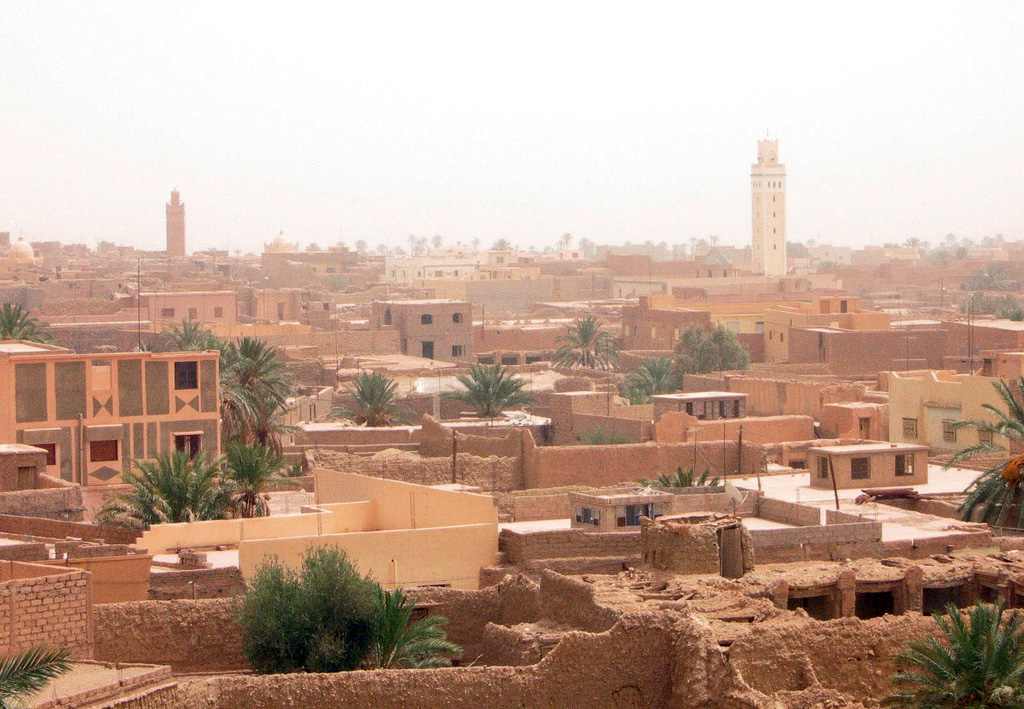
Uitzicht over de stad

Figuig is een stad in Marokko en is de hoofdplaats van de provincie Figuig.
In 2014 telde Figuig 10.872 inwoners. Het bestaat uit zeven ksour of ighermawen (wijken, stadsdelen).